# العلاقات الروسية السيراليونية
العلاقات الروسية السيراليونية هي العلاقات الثنائية التي تجمع بين روسيا وسيراليون.

## مقارنة بين البلدين
هذه مقارنة عامة ومرجعية للدولتين:
| وجه المقارنة                                              | روسيا                                   | سيراليون       |
| --------------------------------------------------------- | --------------------------------------- | -------------- |
| المساحة (كم2)                                             | 17.08 مليون                             | 71.74 ألف      |
| عدد السكان (نسمة)                                         | 146.80 مليون                            | 7.56 مليون     |
| الكثافة السكانية (ن./كم²)                                 | 8.59                                    | 105.38         |
| العاصمة                                                   | موسكو                                   | فريتاون        |
| اللغة الرسمية                                             | اللغة الروسية                           | لغة إنجليزية   |
| العملة                                                    | روبل روسي                               | ليون سيراليوني |
| الناتج المحلي الإجمالي (بليون دولار)                      | 1.58 تريليون                            | 3.77 مليار     |
| الناتج المحلي الإجمالي (تعادل القوة الشرائية) بليون دولار | 3.69 تريليون                            | 10.13 مليار    |
| الناتج المحلي الإجمالي الاسمي للفرد دولار أمريكي          | 9.09 ألف                                | 653            |
| الناتج المحلي الإجمالي للفرد دولار أمريكي                 |                                         | 1.97 ألف       |
| مؤشر التنمية البشرية                                      | 0.798                                   | 0.413          |
| رمز المكالمات الدولي                                      | +7                                      | +232           |
| رمز الإنترنت                                              | .ru، .рф، .рус ‏، .su                    | .sl            |
| المنطقة الزمنية                                           | Magadan Time ‏، ت ع م+02:00، ت ع م+12:00 | 00             |

## منظمات دولية مشتركة
يشترك البلدان في عضوية مجموعة من المنظمات الدولية، منها:
| علم المنظمة | اسم المنظمة                        | تاريخ انضمام روسيا | تاريخ انضمام سيراليون |
| ----------- | ---------------------------------- | ------------------ | --------------------- |
|             | مؤسسة التنمية الدولية              | 16 يونيو 1992      | 13 نوفمبر 1962        |
|             | يونسكو                             | 21 أبريل 1954      | 28 مارس 1962          |
|             | مؤسسة التمويل الدولية              | 12 أبريل 1993      | 10 سبتمبر 1962        |
|             | منظمة حظر الأسلحة الكيميائية       | ?                  | ?                     |
|             | الأمم المتحدة                      | 24 أكتوبر 1945     | 27 سبتمبر 1961        |
|             | الاتحاد الدولي للاتصالات           | 1866               | 30 ديسمبر 1961        |
|             | منظمة الشرطة الجنائية الدولية      | 27 سبتمبر 1990     | ?                     |
|             | البنك الدولي للإنشاء والتعمير      | 16 يونيو 1992      | 10 سبتمبر 1962        |
|             | الاتحاد البريدي العالمي            | ?                  | ?                     |
|             | وكالة ضمان الاستثمار متعدد الأطراف | 29 ديسمبر 1992     | 20 يونيو 1996         |
|             | منظمة التجارة العالمية             | 22 أغسطس 2012      | ?                     |

## أعلام
هذه قائمة لبعض الشخصيات التي تربطها علاقات بالبلدين:
- إميليا توري (لاعبة كرة يد روسية، 6 أكتوبر 1984 – )
- فيكتور كول (لاعب كرة قاعدة روسي، 23 يناير 1968 – )
- فيكتور كيرو (لاعب كرة سلة روسي، 31 يناير 1984 – )

## وصلات خارجية
- موقع وزارة الخارجية الروسية